# جمال برانش
جمال برانش (بالإنجليزية: Jamal Branch)‏ مواليد 30 سبتمبر 1992 في كانساس سيتي، هو لاعب كرة سلة أمريكي. بدأ مسيرته الاحترافية في سنة 2015. يبلغ طوله 6 قدم 3 بوصة (1.9 م). لعب مع لوس أنجلوس ديفيندرز في دوري الرابطة الوطنية لفئة التطوير.

## روابط خارجية
- جمال برانش على موقع كلية كرة السلة في سبورتس رفرنس.كوم (الإنجليزية)
- جمال برانش على موقع ريلجم (الإنجليزية)
- جمال برانش على موقع بروبوليرز (الإنجليزية)